# Ham Lini

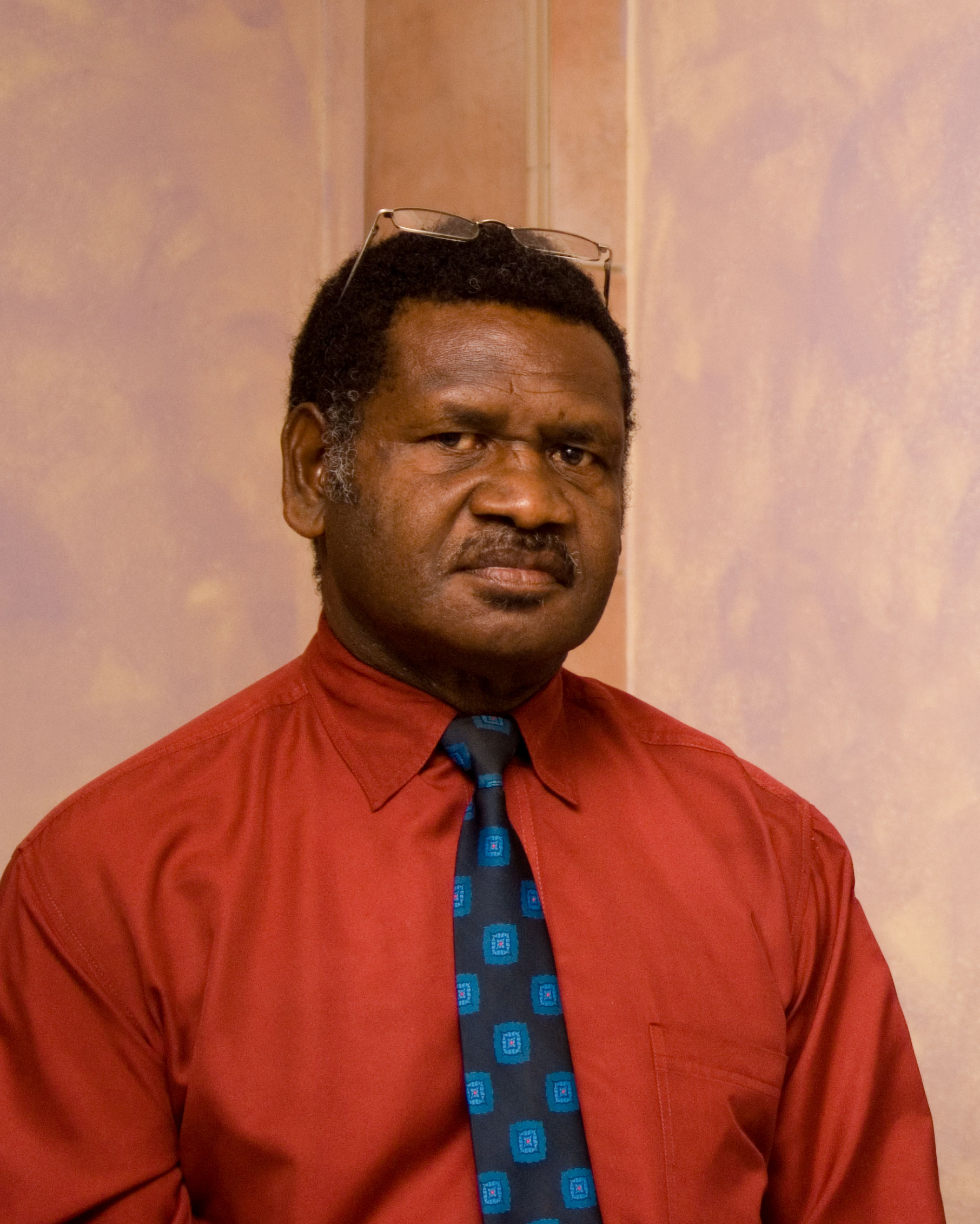
Ham Lini (2008)

Ham Lini Vanuaroroa (* 8. Dezember 1951 auf Pentecost Island, Neue Hebriden) ist ein Politiker und war vom 11. Dezember 2004 bis zum 22. September 2008 Premierminister von Vanuatu.

## Leben
Der jüngere Bruder des ersten Premierministers des unabhängig gewordenen früheren britisch-französischen Kondominiums Vanuatu, Walter Hadye Lini, kam erst spät und durch den Tod seines Bruders bedingt zur Politik. Nach dem Walter Lini 1999 starb, errang Ham Lini durch eine Nachwahl dessen Parlamentssitz. Hilda Lini, die Schwester der beiden Brüder war früher Ministerin im Land.
2003 wurde er Vorsitzender der von Walter Lini gegründeten „National United Party“ (NUP) und kandidiert am 29. Juli 2004 erfolglos gegen Serge Vohor zum Premierminister. Dieser berief ihn dann jedoch bereits am 18. August 2004 zum stellvertretenden Premier- und Innenminister in der Regierung der nationalen Einheit.
Nach dem Sturz Vohors durch ein Misstrauensvotum am 11. Dezember 2004 wurde Lini dann schließlich selbst Premierminister. Am 21. März 2006 überstand er ein landestypisches Misstrauensvotum mit 30 zu 20 Stimmen.